# Antonia de Bañuelos Thorndike
Antonia de Bañuelos y Thorndike (1855-1921) fue una retratista, pintora costumbrista y escultora española.   

## Biografía
Antonia Bañuelos nació en Roma, en los Estados Pontificios. Sus padres fueron Miguel de los Santos Bañuelos y Traval, después I conde de Bañuelos, diplomático y senador vitalicio, y María Adelina Thorndike, procedente de una familia adinerada.
Durante su niñez Antonia de Bañuelos residió en Tortosa, Tarragona y Madrid donde su padre, fue elegido diputado y posteriormente subsecretario del Ministerio de Estado (1864). En 1896 se instaló en Biarritz (Francia) donde vivió 25 años.
En 1891 se casó con Fernando Quiñones de León y Francisco-Martín (Paris, 27 de diciembre de 1858-París, enero de 1937), I marqués de Alcedo, hijo de los II marqueses de San Carlos.
Heredó de su padre el título de II condesa de Bañuelos y, a raíz de su matrimonio con Fernando Quiñones de León y Francisco-Martín, ocupó los de III marquesa de San Carlos y I marquesa de Alcedo.

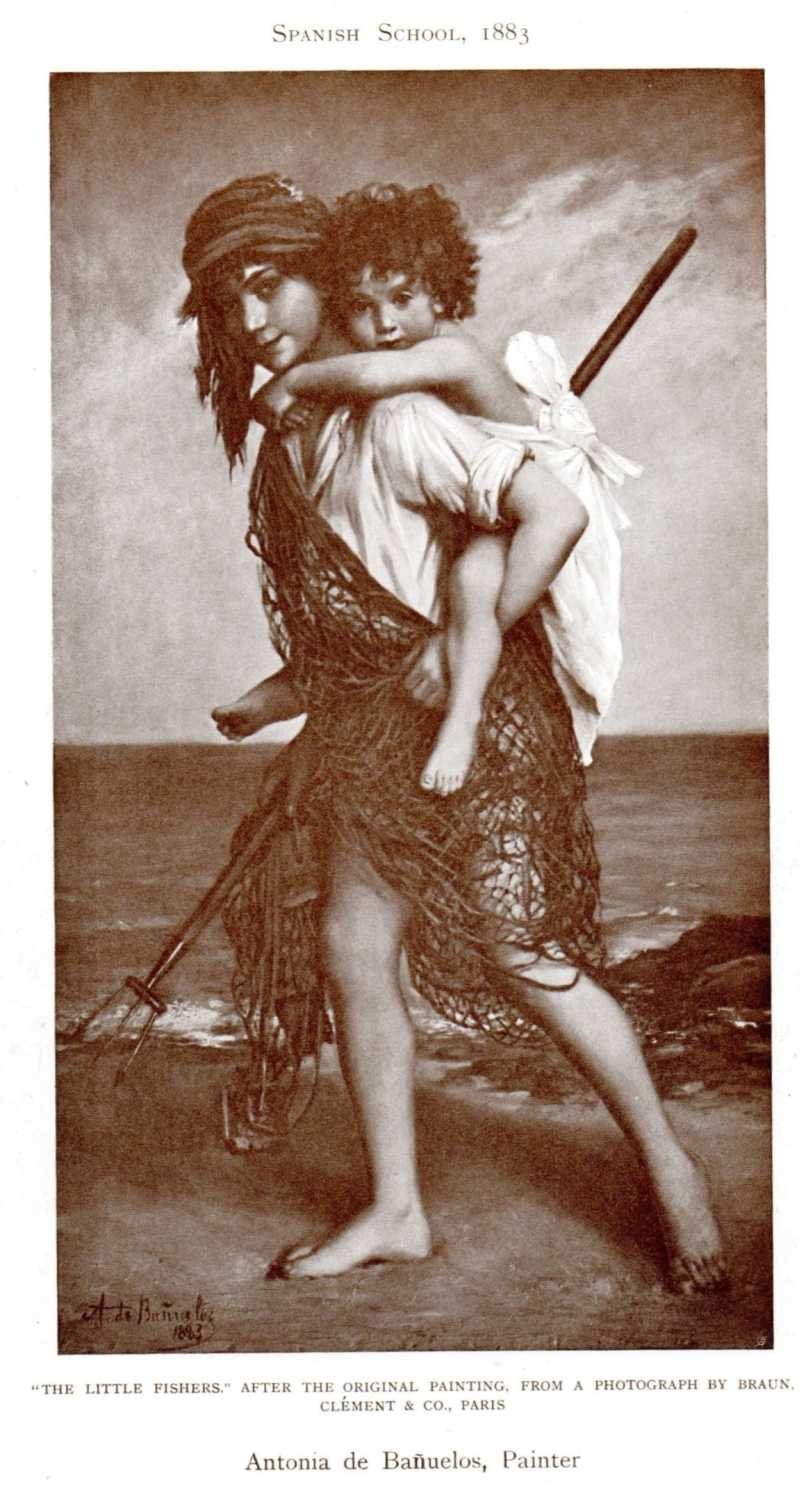
Los pequeños pescadores. Año 1883

Antonia de Bañuelos murió en Bournemouth, Dorset, Inglaterra.

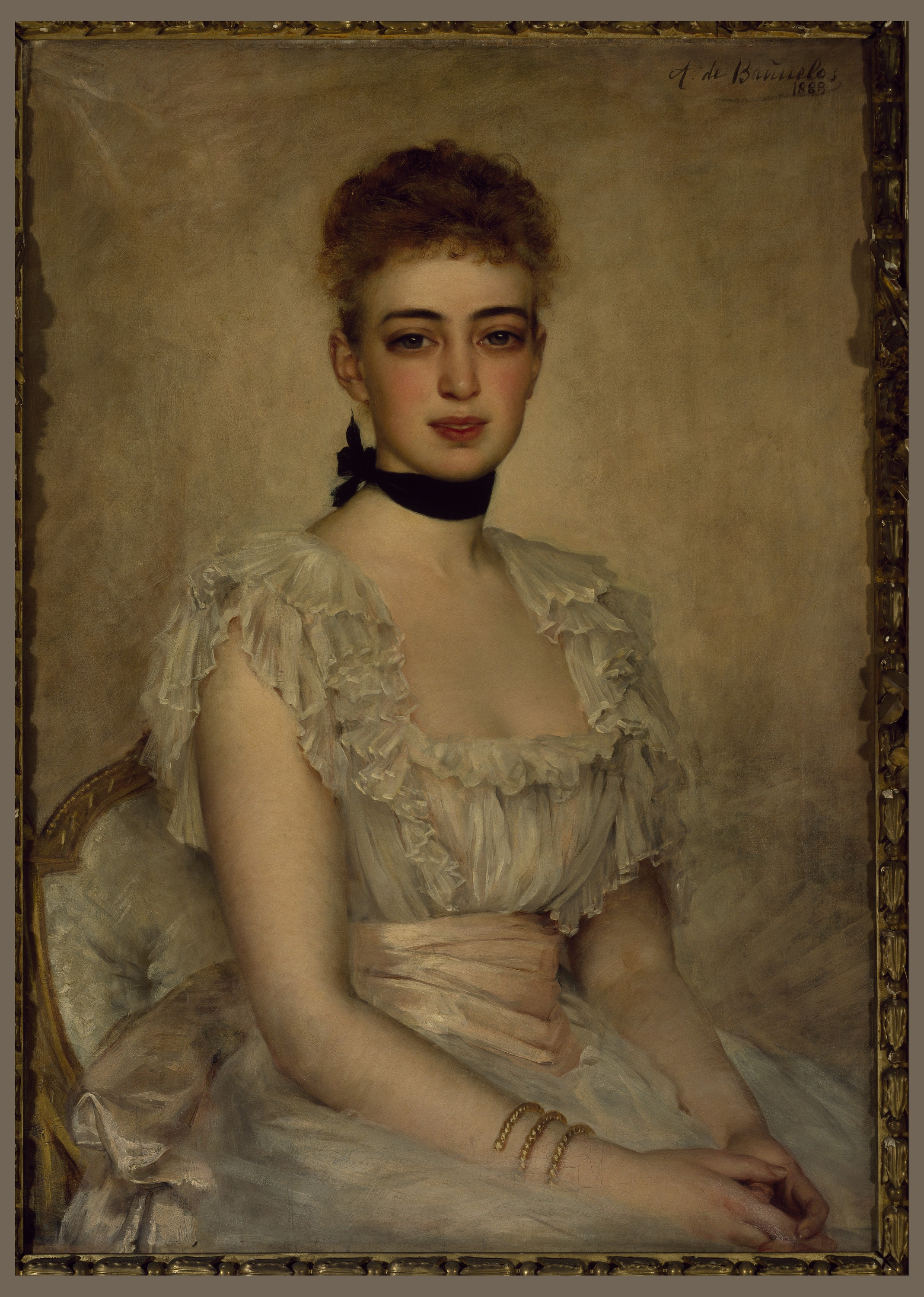
Retrato de Eleanor Garnier,1888.Propiedad de Cooper Hewitt Collection, Smithsonian Design Museum.

## Formación

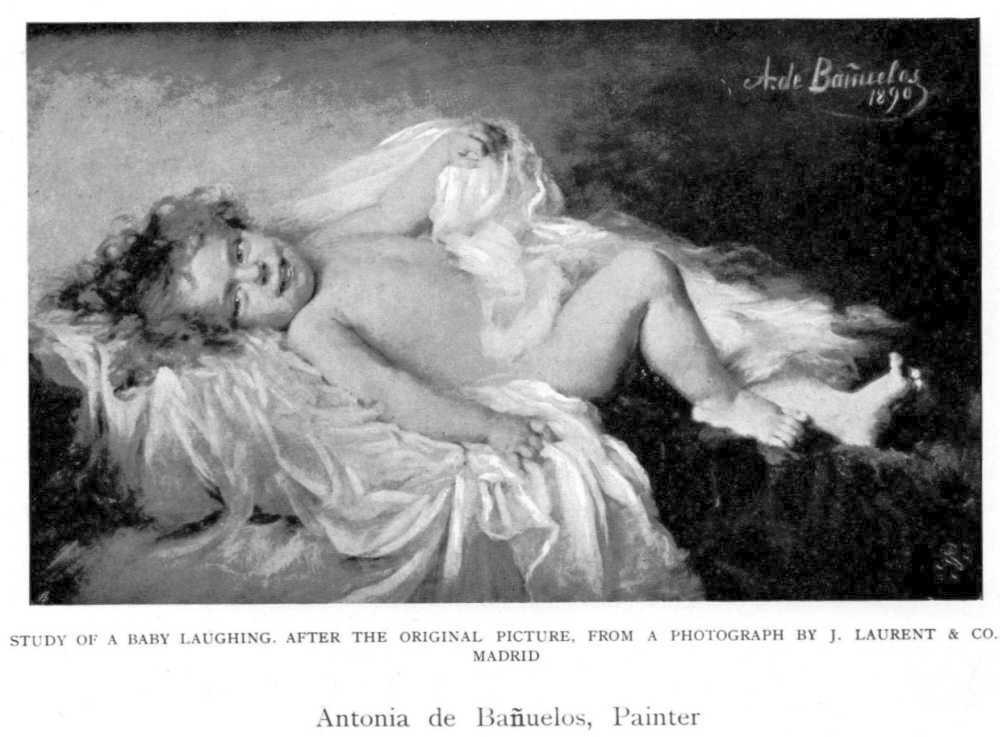
El despertar de un niño. Colección de Arte del Ayuntamiento de Alcoy.

Fue alumna de Charles Joshua Chaplin, pintor francés de estilo rococó que se especializó en los retratos de mujeres, utilizando colores vivos.  
La temática y el estilo de Chaplin influyó en la producción artística de Antonia de Bañuelos.

## Obras y exposiciones
Antonia de Bañuelos es una pintora costumbrista. Los géneros pictóricos más habituales de esta artista eran los temas amables, tales como: bodegones, paisajes, escenas de ámbito familiar, etc.  
Destacó por sus retratos y primordialmente por los retratos de niños. 
En 1879 presentó en el Salón de París la obra Unos mendigos  y en años sucesivos con  El guitarrista, Un retrato, Les Petits pêcheurs, Retrato de Mademoiselle de L.A., Enfant endormi. El primer reconocimiento importante fue en 1889, cuando obtuvo una medalla de bronce en la Exposición Universal de París, recibiendo también tres premios en las exposiciones realizadas en Madrid. 
Algunas de sus obras son: 
- El guitarrista,1880. Colección privada.

- Retrato de la condesa de Cherchedegne,1882. Colección privada.

- Los pequeños pescadores,1883.

- Niño dormido, 1887. Con este cuadro se presentó a la Exposición Universal de París de 1889 obteniendo una tercera medalla. Fue aclamada por público y crítica. El corresponsal del diario La Época dijo «Es necesario ser mujer de talento y artista consumada para ejecutar aquellas delicadezas de tonos que se desvanecen, aquellos detalles primorosos, que son todo y dan el sello de la perfección a una obra».[5]

- Retrato de Eleanor Garnier,1888. Cooper Hewitt Collection.

- Estudio de niño sonriendo o El despertar de un niño, 1890. Colección de Arte del Ayuntamiento de Alcoy.

- Retrato de una niña con una rosa,1904. Colección particular.

En el Salón de París de 1887 presentó su famoso guitarrista, una representación del folclore español a través de la mirada extranjera con un gusto muy decimonónico, como describe María Dolores Jiménez-Blanco en el catálogo de la exposición Invitadas de Museo del Prado.
En 1903 presentó Trois Portraits en la exposición de la Société des Amis des Arts de Bayonne-Biarritz, en los salones de la alcaldía de Bayonne. En 1905 presentó Portrait de la Reine Nathalie de Serbie en la exposición de la Société des Amis des Arts de Bayonne-Biarritz, en el Foyer del Teatro de Bayonne.
En el volumen III de Women Painters of the World, Wilhem Schölerman dijo que la ejecución y la concepción de la obra Los pequeños pescadores, le recordaba al maestro de la pintura española, Bartolomé Esteban Murillo.
Augusto Comas y Blanco dijo que Antonia Bañuelos había superado a Chaplin; lo superaba en decisión y en la forma de ajustar el color. Calificó Despertar de un niño de obra maestra y definió la personalidad de Antonia de Bañuelos como una de las más importantes de la pintura moderna española de la época.
Según Lucía Romero Segura, el óleo El despertar de un niño con su tratamiento del color y la perfecta anatomía del pequeño nos adentran en el estudio del desnudo, que la artista realiza con una gran factura, proporción y composición.
La obra El despertar de un niño -también conocida como Estudio de niño sonriendo- forma parte de la exposición Invitadas. Fragmentos sobre mujeres, ideología y artes plásticas en España 1833 - 1931 del Museo del Prado.
La pintora tiene una entrada en el Allgemeines Künstlerlexicon. Die Bildenden Künstler aller Zeiten und Völker (Volumen 6).

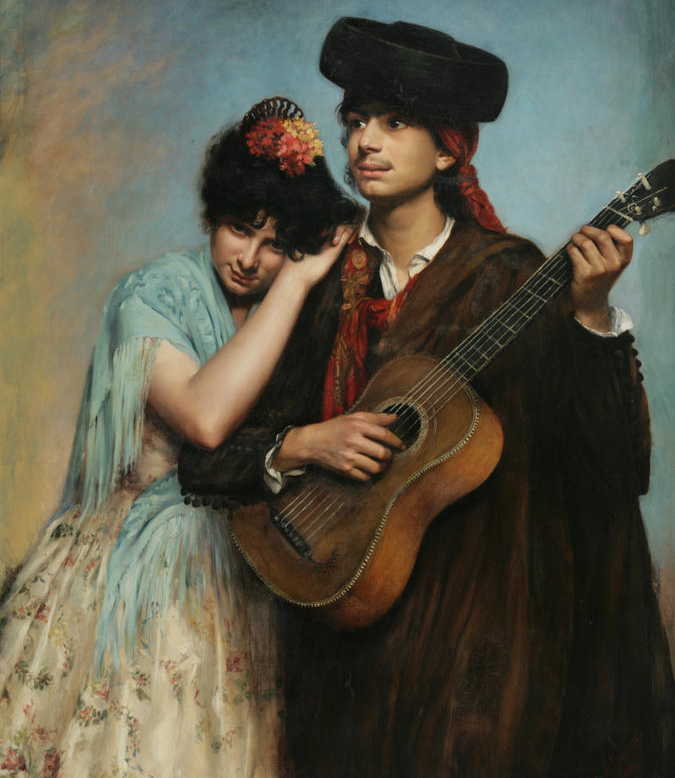
El guitarrista. Año 1880

## Premios
1887 Exposición Nacional de Bellas Artes. Mención honorífica con la obra Niño dormido. 
1889 Exposición Universal de París. Tercera medalla con Niño dormido. 
1890 Exposición Nacional de Bellas Artes. Retrato. Medalla de segunda clase.  

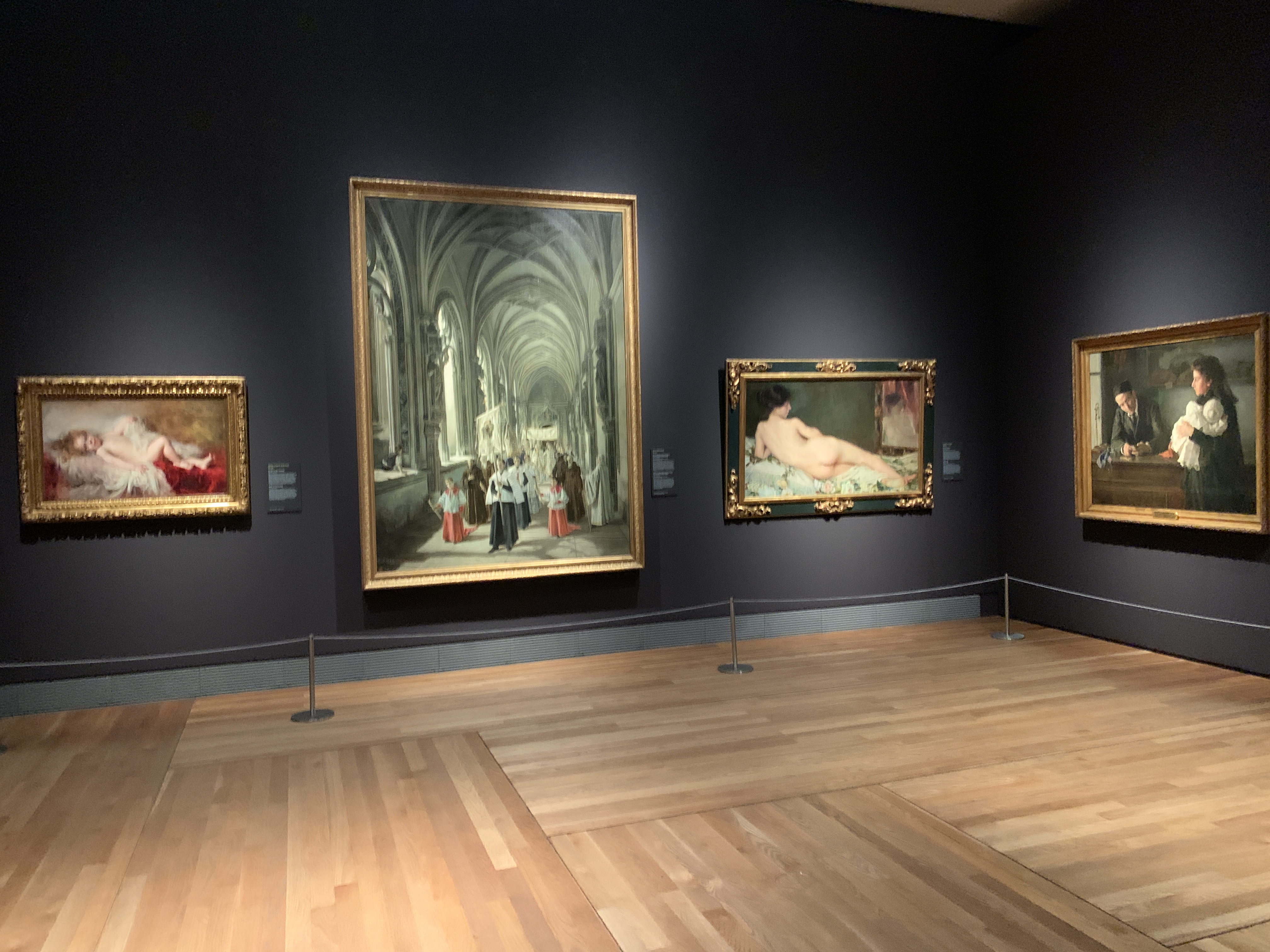
Estudio de niño sonriendo, obra de la izquierda.Exposición Invitadas en el Museo del Prado.

Jacinto Octavio Picón expresa en el catálogo de La Exposición Nacional de Bellas Artes de Madrid, 1890: «Antonia Bañuelos ha sido premiada en la última Exposición Universal de París 1889,con una medalla de tercera clase». También se refiere a «un retrato que ha sido premiado con una medalla de segunda clase». 